# Bethany Hall-Long
Bethany A. Hall-Long, née le 12 novembre 1963 dans le comté de Sussex (Delaware), est une femme politique américaine. Membre du Parti démocrate, elle est brièvement gouverneure du Delaware du 7 au 21 janvier 2025.

## Biographie
En septembre 2023, Bethany Hall-Long annonce sa candidature au poste de gouverneure pour l'élection de 2024. Le gouverneur sortant, John Carney, lui apporte son soutien dès le lendemain. Au cours de la campagne, elle fait face à des controverses sur les finances de sa campagne, et notamment des versements effectués à son mari. Elle perd la primaire démocrate du 10 septembre 2024 contre Matt Meyer, executive du comté de New Castle.
Le 7 janvier 2025, le gouverneur John Carney démissionne pour prendre ses nouvelles fonctions de maire de Wilmington. Bethany Hall-Long devient donc gouverneure pour deux semaines, jusqu'à l'investiture de Matt Meyer le 21 janvier.